# Северна Македонија на Дечјој песми Евровизије
Северна Македонија која је на овом такмичењу представљена као БЈР Македонија је учесник Дечје песме Евровизије од прве године њеног одржавања - 2003. године Северна Македонија је учествовала на Дечјој песми Евровизије 2007 и освојила 5. место са 111 поена што је до сада њен најбољи пласман на овом такмичењу. Македонија је учествовала сваке године сем 2012, 2014. и 2020.

### Северна Македонија на избору за Дечју песму Евровизије
| Година | Извођач(и)                        | Песма                    | Пласман          | Поени            |
| ------ | --------------------------------- | ------------------------ | ---------------- | ---------------- |
| 2003   | Марија и Викторија                | Ти не ме познаваш        | 12               | 19               |
| 2004   | Мартина Смиљановска               | Забава                   | 7                | 64               |
| 2005   | Денис Димоски                     | Родендески бакнеж        | 8                | 66               |
| 2006   | Зана Алиу                         | Вљубена                  | 15               | 14               |
| 2007   | Росица и Димитар                  | Динг динг донг           | 5                | 111              |
| 2008   | Боби Андонов                      | Прати ми СМС             | 5                | 93               |
| 2009   | Сара Марковска                    | За љубовта               | 12               | 31               |
| 2010   | Ања Ветерова                      | Еооо, еооо               | 12               | 38               |
| 2011   | Доријан Длака                     | Жими овој фрак           | 12               | 31               |
| 2012   | Није учествовала                  | Није учествовала         | Није учествовала | Није учествовала |
| 2013   | Барбара Поповић                   | Охрид и музика           | 12               | 19               |
| 2014   | Није учествовала                  | Није учествовала         | Није учествовала | Није учествовала |
| 2015   | Ивaнa и Мaгдaленa                 | Плетенка - Braid of Love | 17               | 26               |
| 2016   | Мартија Станојковић               | Love Will Lead Our Way   | 12               | 41               |
| 2017   | Мина Блажев                       | Dancing Through Life     | 12               | 69               |
| 2018   | Марија Спасовска                  | Дома                     | 12               | 99               |
| 2019   | Мила Москов                       | Fire                     | 6                | 150              |
| 2020   | Није учествовала                  | Није учествовала         | Није учествовала | Није учествовала |
| 2021   | Дајте музика                      | Green Forces             | 9                | 114              |
| 2022   | Лара, Ирина и Јован               | Животот е пред мене      | 14               | 54               |
| 2023   | Тамара Грујеска                   | Кажи ми, кажи ми кој     | 12               | 76               |
| 2024   | Ана Ванчевска и Алексеј Ивановски | Marathon                 | 16               | 54               |
| 2025   | Нела Манческа                     |                          |                  |                  |